# 鹿兒島車站
鹿兒島車站（日语：〔〕／ Kagoshima eki */?）是位于鹿兒島縣鹿兒島市濱町2丁目，一隸屬於九州旅客鐵道（JR九州）的車站。該車站是JR九州所屬的主要幹線鹿兒島本線與日豐本線的交會與終點站。
JR鹿兒島車站的站前廣場旁，另有隸屬於鹿兒島市電的路面電車車站，鹿兒島站前停留場（鹿児島駅前停留場）。

## 車站結構

### JR九州

#### 站房
兩層高的水泥建築物，為第五代站房。車站大堂設置於二樓，地下部份為車站入口（南口，Kanmacheer口），以樓梯或升降機連接至二樓，另外位於路軌西端（靠向山坡）的馬路旁亦設有北口（磯街道口），同樣設有升降機及梯級供上落，並建有以行人天橋所構成的南北自由連絡通道，通往車站大堂或南口。
車站入口左側設有店舖一個，現時由一所私營育兒園進駐。

#### 月台配置

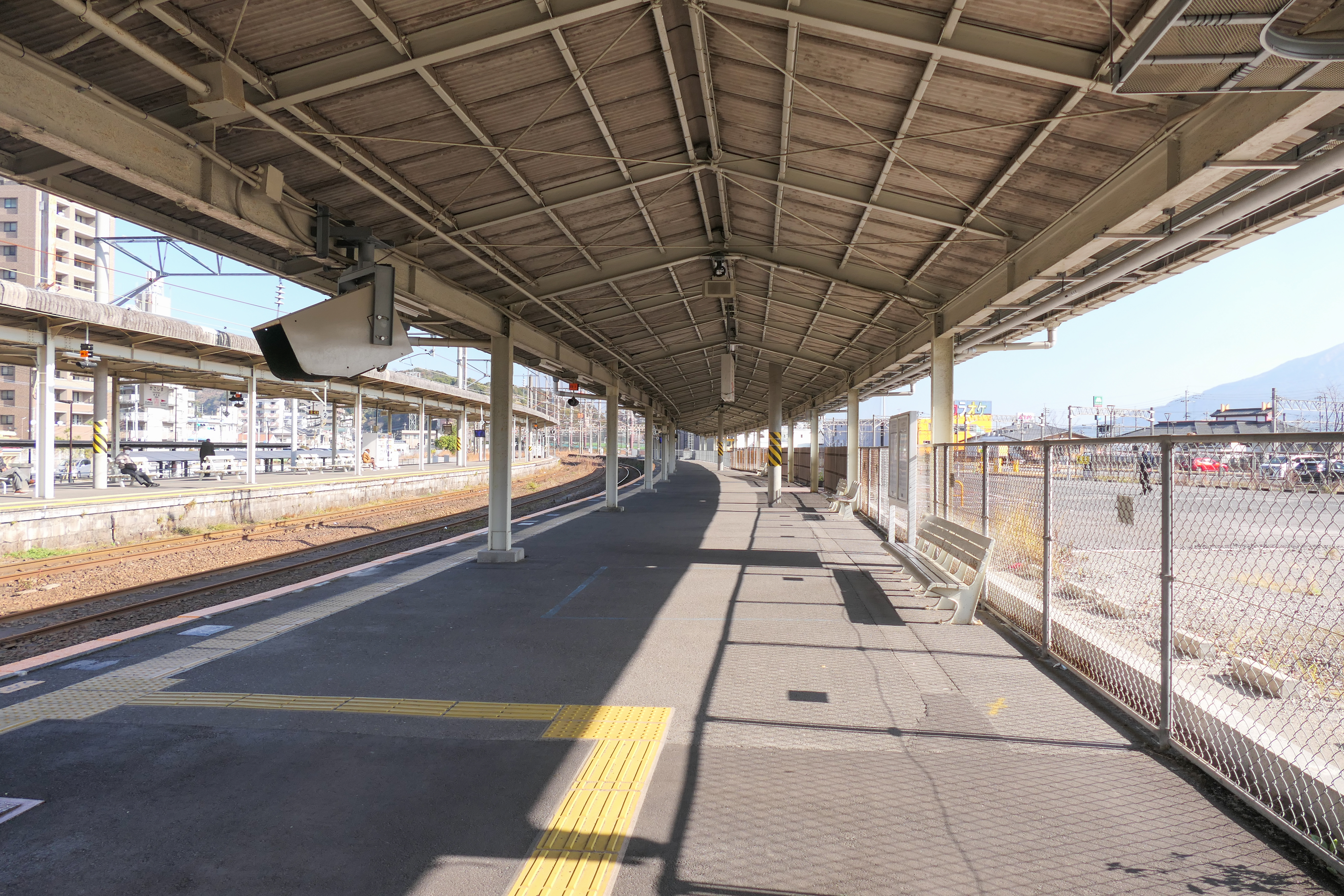
1號月台(2022年1月)

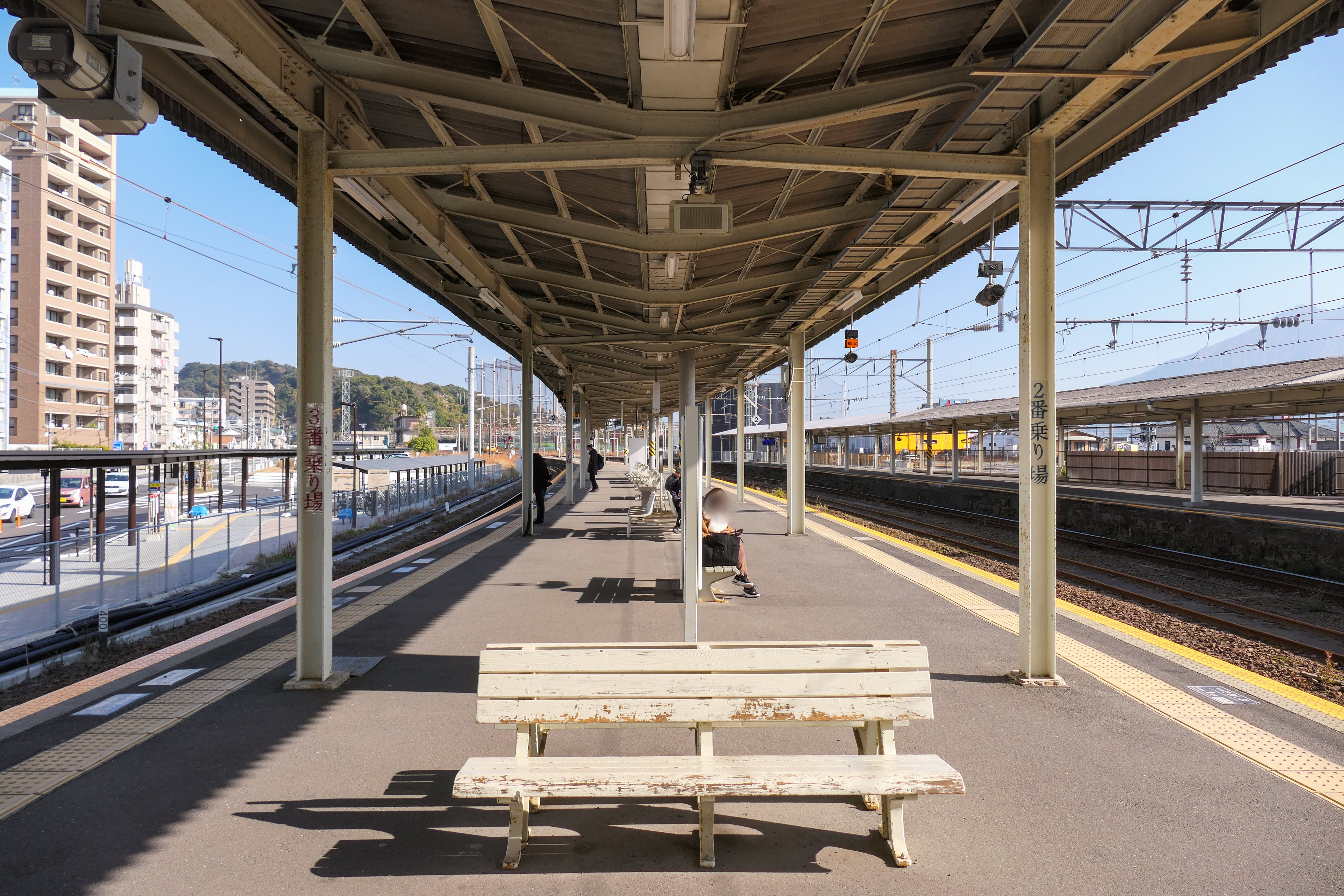
2號與3號月台(2022年1月)

本站設2個島式月台，提供2面4線的配置。但是，因着第五代站房的興建，靠向海邊的1號月台現時已經停用，並且圍起了鐵網將整個月台封閉。向鹿兒島中央站方向一端的路軌亦已被撤去，並改建成為停車場及新站房的擴充部份。而向龍水方向的一端，在原月台中央部份則加建了一座鐵皮屋，作為保線車輛的車庫。
至於2線月台和3號月台的中央，原另設有1條通過用側線，同樣在修建第五代站房時被撤去。至於靠近北口的島式月台，則變成現時的2號及3號月台。
至於北口及部份天橋用地，原為側式月台（5號月台），在第4代站房後期時已停用，同樣當第5代站房興建時，為了興建新的北口及天橋，相關月台及線道也一併遭拆去。
由於過往本站為大站，因此擁有較長的月台，可以容許寢台列車停靠，不過現時即使是特急列車，長度已比過往為短，所以靠向龍水方向的一端現時已甚少使用。
| 月台 | 路線        | 目的地                       | 備註                           |
| ---- | ----------- | ---------------------------- | ------------------------------ |
| 1    | ■鹿兒島本線 | 鹿兒島中央、伊集院、川內方向 | 由日豐本線直通鹿兒島本線的列車 |
| 2    | ■鹿兒島本線 | 鹿兒島中央、伊集院、川内方向 | 以本站起訖的列車               |
| 2    | ■指宿枕崎線 | 鹿兒島中央、喜入、指宿方向   |                                |
| 3    | ■日豐本線   | 隼人、国分、都城、宮崎方向   | 日豐本線上行線                 |

#### 歷史
- 1901年6月10日：鹿兒島線國分（現隼人站）～本站間開通。
- 1913年10月11日：川內線本站 - 武 - 東市來間開通[2][3]。同時，站房改建，第二代站房啟用。
- 1945年：

- 6月17日：受鹿兒島大空襲影響，站房全毀。
- 11月：木建第三代站房重新蓋成。

- 1950年10月：站房擴建[5]。
- 1953年5月1日：往鹿兒島港站的貨物線開通[6]。
- 1971年：中心車站被西鹿兒島站取代[4]。
- 1976年9月：第四代站房完工[5]。
- 1984年2月1日：往鹿兒島港站的貨物線廢線[6]。
- 1986年11月1日：貨物提取服務取消[3]。
- 1987年4月1日：國鐵分割民營化，由九州旅客鐵道（JR九州）及日本貨物鐵道（JR貨物）承繼[3]。
- 2004年3月13日：JR貨物鹿兒島站改稱為「鹿兒島貨物總站」[7]。
- 2012年12月1日：本站導入IC卡「SUGOCA」[8]。
- 2018年：

- 10月19日：第四代站房最後使用日。
- 10月20日：由首發列車起，改用臨時站房。同時に4代目駅舎の解体作業開始。

- 2020年2月15日：第五代站房啟用[10][11]。
- 2021年3月19日：南北自由通路啟用[12][13]。

#### 利用狀況
以下是近年乘車人次列表：
| 年度 | 1日平均 乘車人員 | 1日平均 乘降人員 |
| ---- | ---------------- | ---------------- |
| 2000 | 1,967            |                  |
| 2001 | 2,008            |                  |
| 2002 | 2,016            |                  |
| 2003 | 2,000            |                  |
| 2004 | 1,869            |                  |
| 2005 | 1,792            |                  |
| 2006 | 1,723            |                  |
| 2007 | 1,658            | 3,355            |
| 2008 | 1,663            | 3,356            |
| 2009 | 1,654            | 3,339            |
| 2010 | 1,654            | 3,345            |
| 2011 | 1,661            | 3,352            |
| 2012 | 1,646            | 3,326            |
| 2013 | 1,660            | 3,358            |
| 2014 | 1,628            | 3,297            |
| 2015 | 1,594            | 3,249            |
| 2016 | 1,571            |                  |
| 2017 | 1,594            |                  |
| 2018 | 1,597            |                  |
| 2019 | 1,600            |                  |
| 2020 | 1,330            |                  |
| 2021 | 1,392            |                  |
| 2022 | 1,491            |                  |
| 2023 | 1,679            |                  |

### 鹿兒島市交通局
鹿兒島市電站區位於地面，由屋頂覆蓋，月台採港灣式月台3面3線設計。月台不按系統劃分，1系統列車從本站折返時變為2系統，2系統列車從本站折返時變為1系統。

#### 歷史
- 1914年12月20日：鹿兒島電氣軌道停車場前停留場開業。
- 1928年7月1日：鹿兒島電氣軌道被鹿兒島市電氣局接管。
- 1933年1月26日：鹿兒島市交通課接管了市電服務。
- 1952年10月1日：鹿兒島市交通局接管了市電服務。
- 1991年4月11日：增設上蓋。
- 2020年2月1日：市電站房因進行重建工程，本站 - 櫻島棧橋通間服務暫停[14]。
- 2021年3月27日：停留場工程完成、本站～櫻島棧橋通間服務重開[14][15][16]。

#### 利用狀況
以下是近年乘車人次列表：
| 年度 | 1日平均 乘降人員 |
| ---- | ---------------- |
| 2011 | 1,492            |
| 2012 | 1,506            |
| 2013 | 1,526            |
| 2014 | 1,525            |
| 2015 | 1,527            |
| 2016 | 1,519            |
| 2017 | 1,197            |
| 2018 | 1,130            |
| 2019 | 978              |
| 2020 | 11               |
| 2021 | 949              |
| 2022 | 1,344            |

## 車站周邊
本站所在地為鹿兒島城下町最北端的一個名為上町的地區。作為最先開發的區域之一，隨鐵路開通和鹿兒島車輛機區的建立，它成為鹿兒島的鐵路基地，並作為陸地和海上運輸的連接點而繁榮起來。繼而也成為了交通運輸倉儲業、批發業、工商業等各行各業蓬勃發展。鹿兒島縣廳和鹿兒島市政廳也曾設在附近。然而，1971年，鹿兒島市鐵路基地的角色逐漸被轉移到西鹿兒島站（即現時鹿兒島中央站），以及因鹿兒島港向南遷移等導致與運輸和倉儲相關的行業也遷出了本區後，過往的繁榮景象也慢慢地消失。人口減少及全國老年化的趨勢令到上町地區成為鹿兒島市老齡化率較高的地區。然而，由於JR的鹿兒島貨運總站仍然營運中，另外新建成的複合休憩設施「Kanmacheer」（かんまちあ，日文「上町」及英語「cheer」所組成的新複合詞語）的落成啟用，希望能重新帶動本區的人流。

## 公交系統
位於JR站房前的巴士總站，是通往市中心及市郊的主要樞紐處。鹿兒島交通及南國交通均有大量路線以本站起訖或途經本站。
| 運行事業者   | 系統・行先 |
| 鹿兒島站車站 | 鹿兒島站車站 |
| ------------ | --- |
| 鹿兒島交通   | 1：平川清和台 2：水族館前 / 動物園 4：永旺鹿兒島/治甘寺綜合體 6-3：治甘寺綜合體 11：永旺鹿兒島 17：櫻丘東口 19：櫻丘5丁目 23：鴨池港 50・51：上川内 / 串木野 55-1：Spa Land Lalara 56： Gaku 57： Gaku / Kushikino 60：丸岡 61-1：健康森林公園 61-1：都市農業中心 62：花野住宅綜合設施 63：花野住宅綜合設施/Minayoshi 小學 / 丸岡 / 大久保 / 花野三門寺 / 南碼頭 65-1：石木新城 66-1：姍良新城 67-1：汽車試驗場前 ：國分（重久車廠） 68-1・69-1國分（重久車廠） 71：伊集院 72：塚田 |
| 南國交通     | N1：花架/下花架/吉田立交橋 N1-2：宮之浦団地北 N1-3：本城 N1-4：永旺町愛良前 N1-5：教育中心前 N2・N46：旭丘中央 N3：吉野公園 N4：吉野高爾夫球場 N5：中別府住宅區 N10：蒲生 / 楠田 / 黒木三文字 N19：吉田立交橋前/宮之浦綜合大樓北前 N32：玉龍高中前 |
| JR九州巴士   | 54-1：宮之城 57・57-1・58・58-1：薩摩郡山 |
| 鹿兒島站車站 | |
| 鹿兒島交通   | 20・27：星峰新城 特23：鴨池港 25・28： 德德寺新城 66-1・67-1・68-1・69-1：鹿兒島中央站 |
| 鹿兒島市巴士 | 市12：三和町 |
| 南國交通     | N1・N1-2・N1-3・N1-4・N1-5・N2・N3・N4・N5・N10・N22・N27：鹿兒島中央站 N11：竹岡高原 N12：武岡台高校 N13：北部清掃工場 N14：西鄉綜合設施（清涼7丁目） N15：大峰綜合設施 N16：文化工藝村/鹿兒島綜合高中 N18：石谷（健生苑前） N19：鴨池港 N29：市立病院 N30：消防訓練中心前 N32：常盤 N46：明和 |

## 相鄰車站
九州旅客鐵道
■日豐本線（此站－鹿兒島中央站間之為鹿兒島本線）
- 特急「霧島」、「隼人之風」停靠站

■普通
仙巖園－鹿兒島－鹿兒島中央
■鹿兒島本線
■普通
鹿兒島中央－鹿兒島（鹿兒島貨物總站）
鹿兒島市交通局
鹿兒島市電1系統、2系統
鹿兒島站前－櫻島棧橋通

### 統計資料
1. ↑   (PDF). 九州旅客鉄道.   [2021-03-29]. （原始内容 (PDF)存档于2017-08-01） （日语）.
2. ↑   (PDF). 九州旅客鉄道.   [2021-03-29]. （原始内容 (PDF)存档于2019-07-06） （日语）.
3. ↑   (PDF). 九州旅客鉄道.   [2021-03-29]. （原始内容 (PDF)存档于2020-03-15） （日语）.
4. ↑   (PDF). 九州旅客鉄道.   [2021-03-29]. （原始内容 (PDF)存档于2020-08-24） （日语）.
5. ↑   (PDF). 九州旅客鉄道.   [2021-09-08]. （原始内容 (PDF)存档于2021-08-24） （日语）.
6. ↑  駅別乗車人員上位300駅（2021年度） （页面存档备份，存于），JR九州。
7. ↑  駅別乗車人員上位300駅（2022年度） （页面存档备份，存于），JR九州。
8. ↑  駅別乗車人員上位300駅（2023年度） （页面存档备份，存于），JR九州。
9. ↑  国土数値情報(駅別乗降客数データ)  - 国土交通省、2021年9月8日閲覧
10. 1 2 3  国土数値情報(駅別乗降客数データ)  （页面存档备份，存于）（日語） - 統計情報研究，2025年3月16日參閲。

## 外部連結
- 鹿兒島市交通局（页面存档备份，存于）（日語）（英文）（简体中文）（繁體中文）
- JR九州-鹿兒島車站（页面存档备份，存于）（日語）